# Universiade d'hiver de 1999
Navigation
Édition précédente Édition suivante
L'Universiade d'hiver 1999 est la 19e édition des Universiades d'hiver. Elle se déroule à Poprad en Slovaquie, du 22 janvier au 30 janvier 1999.

## Tableau des médailles
| Rang | Nation      | Or | Argent | Bronze | Total |
| ---- | ----------- | -- | ------ | ------ | ----- |
| 1    | Russie      | 8  | 11     | 11     | 30    |
| 2    | Autriche    | 7  | 3      | 0      | 10    |
| 3    | Slovaquie   | 4  | 7      | 7      | 18    |
| 4    | Japon       | 4  | 5      | 7      | 16    |
| 5    | Pologne     | 4  | 3      | 3      | 10    |
| 6    | Ukraine     | 4  | 1      | 2      | 7     |
| 7    | Italie      | 4  | 0      | 2      | 6     |
| 8    | France      | 4  | 0      | 2      | 6     |
| 9    | Chine       | 3  | 5      | 6      | 14    |
| 10   | Suède       | 3  | 2      | 3      | 8     |
| 11   | Bulgarie    | 3  | 0      | 2      | 5     |
| 12   | Biélorussie | 2  | 2      | 2      | 6     |
| 13   | Canada      | 1  | 2      | 1      | 4     |
| 14   | Allemagne   | 1  | 0      | 3      | 4     |
| 15   | Suisse      | 0  | 4      | 0      | 4     |
| 16   | Tchéquie    | 0  | 2      | 1      | 3     |
| 17   | États-Unis  | 0  | 2      | 0      | 2     |
| 18   | Slovénie    | 0  | 1      | 2      | 3     |
| 19   | Espagne     | 0  | 1      | 0      | 1     |
| 20   | Belgique    | 0  | 1      | 0      | 1     |